# American Graffiti
Série
American Graffiti, la suite
(1979)
Pour plus de détails, voir Fiche technique et Distribution.
American Graffiti (ou Graffiti américain au Québec) est un film américain réalisé et coécrit par George Lucas, sorti en 1973. Produit par Francis Ford Coppola et coécrit par Willard Huyck et Gloria Katz, le film prend place à Modesto en Californie en 1962 et est une représentation de la jeunesse américaine à l'époque de Lucas avec des vadrouilles en voiture et du rock 'n' roll. À travers une série de saynètes, il raconte l'histoire d'un groupe d'adolescents et de leurs aventures au cours d'une seule nuit.
Alors que Lucas travaille sur son premier film, THX 1138, Coppola lui lance le défi d'écrire un film plus léger sur le passage à l'âge adulte. Lucas utilise pour cela ses propres souvenirs d'adolescent. Universal Pictures lui fait confiance après que tous les autres grands studios de cinéma l'ont refusé et le tournage commence à San Rafael en Californie, mais l'équipe se voit refuser l'autorisation de tourner plus d'une journée. En conséquence, la production est transférée à Petaluma. C'est le premier film à être estampillé Lucasfilm.
American Graffiti est présenté le 2 août 1973 au Festival international du film de Locarno en Suisse, et sort en salles le 11 août 1973 aux États-Unis. Il est salué par la critique et est nommé à l'Oscar du meilleur film. Produit avec un budget de 777 000 $ (soit l'équivalent d'environ 5 332 993 $ en 2023), il devient l'un des films les plus rentables de tous les temps. Depuis sa sortie initiale, American Graffiti a généré des recettes estimées à plus de 200 millions $ au box-office et en sortie vidéo, sans compter les produits dérivés. En 1995, le film est sélectionné par le National Film Registry de la Bibliothèque du Congrès des États-Unis pour y être conservé, en raison de son « importance culturelle, historique ou esthétique ».

## Synopsis
C'est une nuit d'adieux au sein d'une bande de copains à Modesto, en Californie, en août 1962. Curt Henderson (le personnage principal) et Steve Bolander (le petit ami de Laurie, la sœur de Curt), ayant tous deux terminé le lycée, s'apprêtent à quitter leur petite ville pour entamer leurs études universitaires sur la côte est. Après s'être retrouvés au Mel's Drive-In avec leurs copains Terry Fields dit « la Grenouille » (à qui Steve prête sa Chevrolet Impala blanche de 1958) et John Milner (propriétaire d'un hot rod jaune), ils passent une dernière nuit à parader en voiture avec leurs petites amies le long du Strip, la grand rue que sillonnent les véhicules rutilants de nombreux jeunes « flâneurs automobiles » à la recherche d'aventures amoureuses. Les autoradios diffusent des airs de rock 'n' roll et de musiciens mythiques des années 1950 et du début des années 1960 : The Platters, Chuck Berry, Fats Domino, Buddy Holly, Bill Haley, The Beach Boys, Jerry Lee Lewis, Frankie Lymon, Del Shannon, etc.
Curt passe la nuit à chercher une blonde inconnue qu'il vient de remarquer au volant d'un cabriolet Ford Thunderbird 1956 blanc. Espérant la retrouver, il se lie d'amitié malgré lui avec les mauvais garçons du coin, les Pharaons (et leur Mercury Coupé de 1951 Chop-Top). Vers la fin de la nuit il passe voir Wolfman Jack, animateur de la station locale de radio pirate, qui est leur idole. Terry rencontre Debbie, une fille rebelle, au volant de la voiture de Steve et la séduit. John promène Carol, la très jeune sœur d'une fille qu'il ne connaît même pas, et dont il aimerait bien se dépêtrer. Steve reste avec Laurie pendant une partie de la nuit mais se dispute avec elle. Au petit matin, à la sortie de la ville, une course de dragsters oppose John à Bob Falfa, un nouveau venu en ville. Celui-ci conduit une Chevrolet noire de 1955, dans laquelle il a « embarqué » une Laurie dépitée par sa rupture avec Steve. Le hot-rod de John gagne la course tandis que la Chevy noire quitte la route, fait un tonneau et se retrouve sur le toit. Bob et Laurie s'extirpent du véhicule avant qu'il prenne feu. C'est déjà le lendemain et le moment de prendre l'avion. Mais Curt part seul à l'université, Steve ayant décidé de rester pour ne pas se séparer de Laurie. Lorsque l'avion décolle et avant qu'il prenne de l'altitude, Curt aperçoit sur une route la T-Bird blanche de la belle inconnue passant au loin. Avant le générique final, des intertitres nous informent du sort ultérieur des quatre copains : fin 1964, John meurt dans un accident de voiture, victime d'un ivrogne ; Terry disparaît en 1965, près d'An Loc, en pleine guerre du Vietnam ; Steve devient agent d'assurances et reste à Modesto ; Curt, devenu écrivain, s'installe au Canada.

## Fiche technique
- Titres original et français : American Graffiti
- Titre québécois : Graffiti américain[2]
- Réalisation : George Lucas
- Scénario : Willard Huyck, Gloria Katz et George Lucas
- Direction artistique : Dennis Clark
- Costumes : Aggie Guerard Rodgers
- Photographie : Jan D'Alquen et Ron Eveslage
- Montage : Verna Fields et Marcia Lucas
- Musique : The Platters, Chuck Berry, Fats Domino, Buddy Holly, Bill Haley, The Beach Boys, etc.
- Production : Francis Ford Coppola et Gary Kurtz
- Sociétés de production : Lucasfilm, The Coppola Company, Universal Pictures[3]
- Société de distribution : Universal Pictures
- Budget : 777 000 dollars[4]
- Box-office : 140 millions de dollars
- Pays d'origine :  États-Unis
- Langue : Anglais
- Format : Couleur - 35 mm (Techniscope) - 2,35:1 - Dolby
- Genre : Comédie
- Durée : 112 minutes
- Dates de sortie :
  - États-Unis : 1er août 1973 (avant-première) ; 11 août 1973 (sortie nationale)
  - France : 1er mars 1974

## Distribution
- Richard Dreyfuss (VF : Bernard Murat) : Curt Henderson
- Ron Howard : Steve Bolander
- Paul Le Mat (VF : Pierre Arditi) : John Milner
- Charles Martin Smith (VF : Roger Crouzet) : Terry Fields, dit la Grenouille
- Candy Clark (VF : Monique Thierry) : Debbie Dunham
- Mackenzie Phillips : Carol
- Cindy Williams (VF : Sylviane Margollé) : Laurie Henderson
- Wolfman Jack (VF : Henry Djanik) : lui-même, l'animateur radio
- Bo Hopkins (VF : Jacques Richard) : Joe Young
- Harrison Ford (VF : Yves-Marie Maurin) : Bob Falfa
- Manuel Padilla Jr. (en) : Carlos
- Beau Gentry : Ants
- Jim Bohan : officier Holstein
- Jana Bellan : Budda
- Deby Celiz (VF : Francine Lainé) : Wendy
- Kathleen Quinlan : Peg
- Lynne Marie Stewart (VF : Arlette Thomas) : Bobbie Tucker
- Terence McGovern (VF : Michel Paulin) : M. Bill Wolfe
- Scott Beach (VF : William Sabatier) : M. Gordon
- John Brent (VF : Albert Augier) : le vendeur de voiture
- Gordon Analla (VF : Michel François) : Bozo
- John Bracci (VF : Jean Lagache) : le pompiste
- George Meyer (VF : Georges Aubert) : le clochard au magasin d'alcool
- William Niven (VF : Jean Berger) : le gérant du magasin d'alcool
- James Cranna (VF : Daniel Gall) : le voleur du magasin d'alcool
- Kay Lenz : Jane
- Chris Pray (VF : Dominique Collignon-Maurin) : Al
- Jan Dunn (VF : Marie Francey) : la vieille dame
- Charlie Murphy (VF : Gérard Férat) : le vieil homme
- Al Nabandian (VF : Raoul Delfosse) : Hank Henderson
- Susan Richardson : Judy

## Développement et production
Le deuxième film de George Lucas résulte d'un pari avec Francis Ford Coppola, qui le défie de réaliser une comédie légère en contraste avec l'atmosphère cérébrale et froide de THX 1138. Lucas accepte le défi et choisit de dépeindre la jeunesse américaine du début des années 1960, en s'inspirant de sa propre expérience de l'époque : les dragues en voiture dans la ville, les courses de voitures, l'émergence d'alternatives dans le rock 'n' roll, l'émission radio de Wolfman Jack... Pour coécrire le traitement scénaristique de 15 pages, Lucas engage Willard Huyck et Gloria Katz, qui ajoutent également une touche semi-autobiographique à l'histoire. Coppola, récemment auréolé du succès du Parrain, devient producteur d'American Graffiti. C'est également la première collaboration de Lucas avec le producteur Gary Kurtz.
Dès l'origine du projet, Lucas compte utiliser la bande son comme fil conducteur, avec la radio diffusant des tubes américains de l'époque et les commentaires de l'animateur, Wolfman Jack, qui joue dans le film son propre rôle. Lucas tient également à engager que des acteurs débutants, afin de renforcer le côté "pris sur le vif" du film. Pour Richard Dreyfuss, Ron Howard et Harrison Ford, il s'agit de leur premier film important.
Lucas et ses producteurs doivent retrouver toute une collection de voitures américaines des années 1950-1960, pour recréer l'ambiance adéquate. Afin de surveiller leur voiture, certains propriétaires anxieux restent assister au tournage qui a lieu de nuit.
Le film est tourné en Techniscope car le CinemaScope coûte trop cher. Le Techniscope utilise le 35 mm mais moitié moins de pellicule que le CinemaScope en hauteur. Il apporte un rendu panoramique similaire au CinemaScope avec une moindre qualité, donnant au film l'aspect documentaire que Lucas désire. L'utilisation du Techniscope apporte néanmoins des problèmes d'éclairage lors du tournage nocturne. Le chef opérateur Haskell Wexler est appelé à la rescousse comme consultant visuel, pour rendre plus visibles à l'image les voitures et les acteurs. Wexler enchaîne les aller-retours en avion entre Los Angeles, où il tourne des publicités le jour, et Petaluma où est tourné le film la nuit. Le tournage dure 28 nuits, ce qui est relativement rapide pour un long-métrage de deux heures.
Lucas a beaucoup de difficultés à conserver le titre de son film. Devant les interférences du studio, qui va jusqu'à proposer une soixantaine de titres potentiels, Coppola suggère Rock Around the Block, mais Lucas tient bon et American Graffiti reste le titre définitif.
Malgré des projections-test très positives, l'exécutif Ned Tanen est mécontent du film et décide d'en couper 5 minutes avant la sortie en salle. Déjà atterré par les coupes de Warner sur THX 1138, Lucas se jure désormais de toujours obtenir le final cut sur ses films suivants.

## Musique
- Surfin' Safari (en) par The Beach Boys.
- All Summer Long par The Beach Boys.
- A Thousand Miles Away par The Heartbeats.
- Barbara Anne par The Regents.
- Fannie Mae par Buster Brown.
- Gee par The Crows .
- Heart and Soul par The Cleftones.

## Accueil
Avec un budget d'environ 777 000 dollars, American Graffiti rapporte 115 millions de dollars rien qu'aux États-Unis ce qui en fait l'un des plus grands succès de 1973, et le film le plus rentable de son époque. Il fait 1 248 919 entrées en France.
Le triomphe d'American Graffiti sert de base à la série télévisée à succès Happy Days. Le générique du film et celui de la série sont rythmés par la même musique : Rock Around the Clock de Bill Haley.

## Autour du film
- Comédie à sketches en apparence, American Graffiti est paradoxalement un film assez mélancolique, qui rappelle aux spectateurs une Amérique confiante en elle-même et sa « jeunesse insouciante » avant l'assassinat du Président Kennedy, la guerre du Vietnam et les années de la contre-culture. Le slogan du film, « Where were you in '62? » (« Où étiez-vous en 1962 ? » en français), s'adresse directement au public nostalgique d'un âge d'or révolu. Lucas avait, peu avant, réalisé THX 1138, décrivant non pas l'âge d'or d'où nous venions, mais un monde terrifiant vers lequel nous allions. Une référence est d'ailleurs présente dans le film, avec la plaque minéralogique de la voiture de John Milner : « THX 138 ».

- Le personnage principal, Curt Henderson, se déplace dans une Citroën 2 CV anachronique par rapport à l'année 1962 au cours de laquelle l'action du film se déroule[10]. En effet, la 2 CV utilisée est une version de 1967 ; équipée de portières avant ouvrant dans le bon sens, d'une troisième glace latérale sur les custodes (au-dessus des roues arrière) et d'une calandre à trois lames, cette version ne sera produite qu'après le mois de septembre 1965.

- Les personnages sont inspirés par le passé du réalisateur, la personne qu'il a été dans son enfance et ses amis. Dans ce film on peut découvrir Harrison Ford, dans le rôle de Bob Falfa. Celui-ci, après avoir joué de multiples petits rôles pour le cinéma et pour des séries télévisées, était devenu menuisier pour subvenir aux besoins de sa famille (il avait deux fils). Il rencontre George Lucas, encore inconnu, alors qu'il travaille à fabriquer des rangements dans la maison du réalisateur. Ce dernier lui proposera le rôle de Falfa dans American Graffiti. Pour le rôle, Harrison Ford doit se couper les cheveux à la manière des jeunes gens de l'époque, ce qu'il refuse de faire. Il suggère alors à Lucas d'affubler son personnage d'un Stetson pour cacher sa coiffure. Ainsi démarra la carrière cinématographique de l'acteur.

- À la suite du succès de La Guerre des étoiles au cinéma, American Graffiti est ressorti dans les salles avec les trois scènes coupées par le studio :
  - Terry arrive à l'entrée d'un garage avec la voiture de Steve, là où un vendeur insiste pour la lui racheter ;
  - Alors que les jeunes dansent sur Louie Louie à la surboum, Steve et Laurie continuent de valser. Le proviseur les intercepte et leur reproche d'être indisciplinés. Steve lui répond « Eh Kroot ! Va te faire voir ! » ;
  - Tout en conduisant sa Chevrolet avec Laurie comme passagère, Bob Falfa chante en faux-français un air tiré du film South Pacific sorti en 1958.

- Le film aura une suite, American Graffiti, la suite (More American Graffiti), réalisée par Bill L. Norton en 1979. Mais c'est un échec cuisant au box-office.
- La ville de Petaluma accueille chaque année depuis 2005 un défilé de voitures rétro sur l'avenue centrale, en hommage au film tourné sur place[11].

## Distinctions

### Récompenses
- Festival international du film de Locarno 1973 : Léopard de bronze

- Golden Globes 1974 :
  - Meilleur film musical ou de comédie
  - Révélation masculine de l'année (Paul Le Mat)

- Kansas City Film Critics Circle Awards 1974 : Meilleur film

- National Society of Film Critics Awards 1974 : Meilleur scénario (George Lucas, Gloria Katz et Willard Huyck)

- New York Film Critics Circle Awards 1974 : Meilleur scénario (George Lucas, Gloria Katz et Willard Huyck)

### Nominations
- Directors Guild of America Awards 1974 : George Lucas

- Golden Globes 1974 :
  - Meilleur réalisateur (George Lucas)
  - Meilleur acteur dans un film musical ou une comédie (Richard Dreyfuss)

- New York Film Critics Circle Awards : Meilleur film

- Oscars 1974 :
  - Meilleur film (Francis Ford Coppola et Gary Kurtz)
  - Meilleur réalisateur : George Lucas
  - Meilleur scénario original : George Lucas, Gloria Katz et Willard Huyck
  - Meilleure actrice dans un second rôle : Candy Clark
  - Meilleur montage : Verna Fields et Marcia Lucas

- Writers Guild of America Awards 1974 : Meilleur scénario original (George Lucas, Gloria Katz et Willard Huyck)

- BAFTA Awards 1975 : Meilleure actrice dans un second rôle (Cindy Williams)

- Ruban d'argent 1975 : Réalisateur du meilleur film étranger (George Lucas)